# María Alejandra Royo
María Alejandra Royo Díaz (19 de abril de 2001) es una campeona de un concurso de belleza panameña que fue coronada como Miss Teen Panamá Internacional 2019 y Miss Teen International 2020.

## Biografía
Participó en el concurso Miss Teen Panamá 2019 donde ganó el título de Miss Teen Panamá Internacional.Royo, fue coronada Miss Teen Internacional por Rodrigo Moreira, el 9 de diciembre de 2020. Es la primera panameña en ganar el título de Miss Teen International.